# Telefônica TV Digital
Telefônica TV Digital foi uma operadora de televisão por assinatura via satélite. Sua transmissão digital era feita pelo sistema DTH (Direct to Home) por banda Ku, e sua recepção se dava através de uma mini-antena parabólica e de um decodificador digital. Começou a operar no Brasil em 2 de julho de 2007.
Em 8 de novembro de 2011, a operadora lançou novos pacotes, ofertando canais em HD com áudio em formato Dolby Digital 5.1.
Devido à unificação dos produtos Telefônica com a Vivo, desde o dia 15 de abril de 2012 a Telefônica TV Digital é chamada de Vivo TV,
assim como todos os serviços que levavam o nome da Telefônica (TVA, Fibra TV e Fibra Banda Larga) passaram a ter o nome da Vivo.